# Blod och guld
Blod och guld är den amerikanske författaren John Steinbeck första roman. Romanen skrevs 1929 och handlar om en pirat vid namn Henry Morgan och hans vilda äventyr till havs. Boken fick en ljummet mottagande.